# Dobrowolne poddanie się karze
Dobrowolne poddanie się karze – instytucja polskiego prawa karnego zezwalająca oskarżonemu na złożenie wniosku o wymierzenie określonej kary bez postępowania dowodowego. Reguluje ją art. 387 k.p.k. Dobrowolne poddanie się karze znacznie skraca proces karny.
Do chwili zakończenia pierwszego przesłuchania wszystkich oskarżonych na rozprawie głównej oskarżony, któremu zarzucono przestępstwo zagrożone karą nieprzekraczającą 15 lat pozbawienia wolności, może złożyć wniosek o wydanie wyroku skazującego i wymierzenie mu określonej kary lub środka karnego, orzeczenie przepadku lub środka kompensacyjnego bez przeprowadzania postępowania dowodowego. Sąd może uwzględnić wniosek, gdy okoliczności popełnienia przestępstwa i wina nie budzą wątpliwości, a cele postępowania zostaną osiągnięte mimo nieprzeprowadzenia rozprawy w całości. Uwzględnienie wniosku jest możliwe jedynie wówczas, gdy nie sprzeciwia się temu prokurator, a także pokrzywdzony należycie powiadomiony o terminie rozprawy oraz pouczony o możliwości zgłoszenia przez oskarżonego takiego wniosku.
Zgodnie z postanowieniem Sądu Najwyższego z 17 maja 2000 I KZP 7/00 w trybie przewidzianym w art. 387 k.p.k. dopuszczalne jest tylko wydanie wyroku skazującego, a nie wyroku warunkowo umarzającego postępowanie karne. Według Sądu Najwyższego wydanie wyroku skazującego bez przeprowadzenia postępowania dowodowego uzależnione jest przede wszystkim od możliwości kategorycznego stwierdzenia, że okoliczności popełnienia przestępstwa nie budzą wątpliwości, przy czym wymóg ten odnosi się nie tylko do zasadniczej kwestii samego sprawstwa oskarżonego w zakresie zarzucanego mu czynu, ale i do wszelkich okoliczności ważących na kształcie i rozmiarze odpowiedzialności karnej za ten czyn.